# PZL Bielsko SZD-55-1
Die PZL Bielsko SZD-55-1 Promyk (deutsch: Sonnenstrahl) ist ein einsitziges Hochleistungs-Segelflugzeug. Der Segelflug-Index beträgt 106.

## Geschichte
Die SZD-55-1 ist ein Hochleistungs-Segelflugzeug der Standardklasse und wurde 1987 konstruiert. Es entstanden zwei Prototypen, die am 15. August 1988 bzw. am 3. Januar 1989 erstmals flogen. In ihren Flugleistungen ist sie annähernd mit der Rolladen Schneider LS8 vergleichbar.
Ihr internationales Debüt gaben zwei SZD-55 bei der Segelflug-Weltmeisterschaft 1989 in Österreich, konnten aber, von zwei bulgarischen Piloten geflogen, nur hintere Plätze belegen. Trotz dieses schlechten Auftakts entschieden aber polnische Flieger mit dem Muster noch im gleichen Jahr die Meisterschaften in Leszno und die in Cambrai stattfindende Europameisterschaft der Junioren für sich.
PZL Bielsko hat die Herstellung von Segelflugzeugen eingestellt. Aktuell wird sie von dem polnischen Hersteller Allstar PZL Glider Sp. z o.o. unter dem Namen „Nexus“ weitergebaut.

## Aufbau
Der Mitteldecker ist eine reine GFK-Konstruktion und weist durch Konstruktion und Herstellungsweise eine sehr niedrige Leermasse von 215 kg auf. Dennoch kann ein Wasserballast von 195 kg mitgeführt werden. Im Schwanz des Flugzeugs befindet sich ein acht Liter fassender Wasserballast-Tank, um das Flugzeug präzise für jede Flugbedingung zu trimmen. Die Tragfläche wiegt 55 kg und besitzt automatische Ruderanschlüsse.
Die Tragfläche hat einen elliptischen Grundriss, womit auch ohne Winglets ein sehr geringer induzierter Widerstand erreicht wird. Das Profil ist ein modifiziertes NN-27.
Das Fahrwerk ist einziehbar.

## Flugpraxis
SZD 55-1 zeichnet sich besonders durch ihr geringes Rüstgewicht aus, wodurch ein schnelles Auf- und Abrüsten möglich ist. Des Weiteren besteht die Möglichkeit, die Flächen mit 180 Litern Wasserballast zu füllen. Der Hecktank zum Ausgleich des Schwerpunktes ist nur mit den Flächentanks zu benutzen.
Ein Nachteil des geringen Gewichts zeigt sich besonders ohne Wasserballast, da der Flieger dann zu leicht wird, um seine Gleitzahl bei hohen Geschwindigkeiten ausfliegen zu können.
Mit einer Gleitzahl von 43 bis 44 bietet die SZD-55 gute Voraussetzungen für anspruchsvollen Segelflug.

## Technische Daten
| Kenngröße               | Daten                 |
| ----------------------- | --------------------- |
| Konstrukteur            | Tadeusz Labuc         |
| Besatzung               | 1                     |
| Spannweite              | 15,0 m                |
| Rumpflänge              | 6,85 m                |
| Rumpfhöhe               | 1,47 m                |
| Flügelfläche            | 9,60 m²               |
| Flügelstreckung         | 23,44                 |
| Gleitzahl               | 44 bei 119 km/h       |
| Geringstes Sinken       | 0,68 m/s bei 100 km/h |
| Leermasse               | 215 kg                |
| Nutzlast                | max. 285 kg           |
| max. Startmasse         | 500 kg                |
| Höchstgeschwindigkeit   | 265 km/h              |
| Überziehgeschwindigkeit | 84 km/h bei 500 kg    |
| max. Lastvielfache      | +5,30/−2,65 g         |